# أليكساندر فيريرا
أليكساندر فيريرا (13 نوفمبر 1991 في البرتغال - ) هو لاعب كرة طائرة البرتغال في مركز ضارب خارجي ‏. لعب مع نادي ترينتينو للكرة الطائرة.

## وصلات خارجية
- أليكساندر فيريرا على موقع الاتحاد الأوروبي (الإنجليزية)
- أليكساندر فيريرا على موقع دوري الدرجة الأولى الإيطالي للكرة الطائرة - رجال (الإيطالية)